# Zorro au service de la reine
Pour plus de détails, voir Fiche technique et Distribution.
Zorro au service de la reine (Zorro alla corte d'Inghilterra) est un film italien réalisé par Franco Montemurro en 1969.

## Synopsis
Au XIXe siècle, sur l’île d’Hamilton, une colonie anglaise dans les Bermudes, le gouverneur Sir Basil Ruthford règne en maître. La justice livrée par les tribunaux n’est qu’une mascarade et les condamnés échappant à la peine de mort finissent aux travaux forcés dans les mines où rares sont ceux qui survivent.
Manuel Garcia est accusé d’avoir incité à la révolte la population d’Hamilton par ses écrits. Le gouverneur le condamne à mort par pendaison. Au moment où la sentence est appliquée, la corde casse et le prisonnier se retrouve libre avec des armes à la main. Le bourreau est en fait le justicier Zorro déguisé qui permet à Garcia de fuir. Il l’aide à embarquer sur un voilier pour plaider leur cause devant la Reine en Angleterre.
Devant la Reine Victoria, Manuel la supplie d’intervenir : le peuple exaspéré est au bord de la révolte et Zorro est le seul à oser s’opposer au gouverneur pour tenter de rendre justice. La Reine lui promet que si tout est avéré, le gouverneur sera sévèrement châtié et remplacé. Mais elle ne peut baser sa réponse sur la parole d’un seul homme. Et bien que l’audace et le courage de Zorro soient reconnus, ses actions restent illégales.
La Reine présente le problème à son Conseil. Avant de prendre une décision, elle souhaite connaître la vérité en envoyant un représentant. C’est Lord Perry Moore qui se porte volontaire. Jeune membre du Conseil par droit de succession, il n’a pas encore pu prouver à la Reine son dévouement et sa fidélité. Il est actuellement le tuteur de son neveu, le jeune William Scott qui est dans une école militaire et qui restera donc en Angleterre pour son éducation ; et de sa nièce, Patricia Scott, jeune femme bientôt en âge de se marier et qui l’accompagnera dans son voyage.
Alors que Patricia dit ses adieux à son petit frère, leur oncle discute avec son administrateur inquiet, Charles Brun : son départ est des plus inopportuns, les créanciers sont prêts à lui tomber dessus et à faire éclater un scandale. C’est d’ailleurs la raison qui le pousse à prendre Patricia dans son voyage pour la colonie. Une demande en mariage qu’il ne pourrai refuser, risquerai de dévoiler l’état des finances de la famille : la riche héritière des Scott se retrouve sans le sou à cause de son oncle qui a dilapidé sa fortune. La loi étant très stricte sur ce point, il risque beaucoup. Il souhaite profiter de se voyage pour éviter le scandale, en outre le gouverneur Sir Basil est un de ses amis.
Pendant ce temps, sur l’île, les actions de Zorro qui s’évertue à harceler le gouverneur, sont en train de le transformer en mythe aux yeux de la population. La situation excède Sir Basil, et son amante, Rosanna Gonzalez, ne supportant plus la situation, le supplie de tout quitter et de partir ailleurs. Mais il refuse, le pouvoir est beaucoup trop important pour lui.
Le Capitaine Wells, le responsable des soldats, annonce au gouverneur l’arrivée de Lord Moore et de sa nièce au port. Alors qu’ils étaient sur la route, ceux-ci ont un aperçu de la situation : ils croisent la route de prisonniers et sont accostés par Zorro qui souhaite la bienvenue au représentant de la Reine ; il finit par fuir à l’arrivée de soldats. Ils rencontrent également un riche propriétaire terrien de la région, Pedro Suarez accompagné de son serviteur Pedrito. A la demeure de Sir Basil, Lord Moore explique la situation au gouverneur et lui renouvelle son amitié.
Le lendemain, un nouveau jugement est rendu. Francisco Cortez est accusé d’avoir tué un soldat. Il s’avère qu’il voulait défendre sa fille et que le soldat a été tué par un de ses camarades. Le Capitaine Wells vient témoigner : il assure que c’est l’homme qui a pris une arme et tiré sur le soldat. Mais un témoin vient voir Pedro Suarez et lui assure que le Capitaine ne pouvait être présent à l’altercation, il était à la taverne en train de jouer aux cartes à ce moment-là. Ayant une femme et des enfants, il a trop peur de témoigner. Francisco est condamné aux mines. Après le jugement, Sir Basil propose un bal en l’honneur de l’arrivée de Lord Moore et de sa nièce.
Lors du bal Zorro fait une apparition et menace le gouverneur : soit il libère Francisco Cortez soit c’est Zorro qui le libérera demain soir. Quant à Pedro, il confie son attirance à Patricia mais celle-ci fascinée par le mystérieux Zorro décourage Pedro de la courtiser. Sa fascination pour le justicier est renforcée par sa rencontre avec celui-ci le lendemain lors d’une partie de chasse lors de laquelle le mystérieux hors-la-loi lui confie son intérêt à son égard.
Mais le soir venu, les évènements s’enchaînent : Sir Basil attiré par la jeune femme, demande la main de Patricia à Perry. Celui-ci accepte voyant ainsi la possibilité de renflouer ses caisses et d’échapper au scandale financier. Au même moment, Zorro pénètre dans le château pour libérer le prisonnier. Réussissant son coup, une course-poursuite avec les soldats dans les couloirs de la demeure a lieu…

## Fiche technique
- Titre original : Zorro alla corte d'Inghilterra
- Titre français : Zorro au service de la reine
- Titre(s) français alternatif(s) : Zorro au service de Sa Majesté ou Zorro à la cour d'Angleterre[1]
- Titre anglais ou international : Zorro in the Court of England
- Réalisation : Franco Montemurro
- Assistant réalisateur : Renato Rizzuto
- Scénario : Arpad DeRiso, Franco Montemurro
- Décors : Piervittorio Marchi
- Maquilleur : Andrea Riva
- Coiffeur : Antonietta Caputo
- Accessoiriste : Franco D'Andria
- Photographie : Augusto Tiezzi[2]
- Assistant opérateur : Maurizio Maggi
- Son : Pietro Ortolani
- Montage : Iolanda Benvenuti
- Musique : Angelo Francesco Lavagnino
- Production : Fortunato Misiano
- Société(s) de production : Romana Film
- Pays d’origine :  Italie
- Langue originale : italien
- Format : couleur (Eastmancolor) - Panoramica[2] - son Mono
- Genre : aventure
- Durée : 95 minutes
- Dates de sortie :
  - Italie : 28 février 1969
  - France : 25 mars 1970[1]

Source : générique du film et Fiche sur Internet Movie Database

## Distribution
- Spýros Fokás : Pedro Suarez / Zorro
- Anna Maria Guglielmotti  : Patricia Scott
- Franco Ressel : Lord Percy Moore
- Daniele Vargas : Sir Basil Ruthford
- Dada Gallotti : Rosanna Gonzales
- Massimo Carocci : Pedrito
- Tullio Altamura (en) : Manuel Garcia
- Spartaco Conversi : Francisco Cortez
- Ignazio Balsamo : joueur de dés
- Bruno Boschetti : un officiel au côté de la Reine Victoria
- Barbara Carroll : reine Victoria
- Angela De Leo : Luisa
- Attilio Dottesio : procureur public au procès de Cortez
- Franco Fantasia : Capitaine Wells
- Antonio Gradoli : Général Kingston
- Mirella Pamphili : fille de Cortez
- Omero Capanna : un bagarreur (non crédité)
- Liana Del Balzo : une femme à la fête (non créditée)

## À noter
Le film a été tourné à Ronciglione dans la province de Viterbe, en Italie centrale. Quant aux scènes se déroulant dans la demeure du gouverneur, elles ont été tournées à la Villa Parisi (en) (41° 48′ 36″ N, 12° 41′ 26″ E) à Frascati.